# Metarbela taifensis
Metarbela taifensis is een vlinder uit de familie van de Metarbelidae. De wetenschappelijke naam van deze soort is voor het eerst gepubliceerd in 1988 door Edward Parr Wiltshire.
De soort komt voor in Saoedi-Arabië en Jemen.